# Abhinanda (album)
Abhinanda – czwarte wydawnictwo szwedzkiego zespołu Abhinanda. W Szwecji wydała je wytwórnia Desperate Fight Records w 1996 r. Album został wydany także w Polsce (na kasecie) przez Shing Records.

## Lista utworów
1. Illumination
2. Fascistproof Armour
3. City Of Hope
4. Still The 17th Century
5. Despertar
6. All Of Us
7. Emptiness
8. Monster
9. Le Sacre De Sang
10. Let's March!
11. Desasir [australian bonus]